# Lloret ratpenat de les Filipines
El lloret ratpenat de les Filipines (Loriculus philippensis) és una espècie d'ocell de la família dels psitàcids que habita boscos i terres de conreu de les illes Filipines.

## Taxonomia
Dins aquesta espècie es distingeixen unes 11 subespècies. Una d'elles, el lloret ratpenat de Camiguin (Loriculus philippensis camiguinensis), ha estat considerada per alguns autors una espècie de ple dret, arran els treballs de Tello et col. 2006